# Robert Prévost (peintre français)
Pour les articles homonymes, voir Robert Prévost et Prévost.
Robert Prévost est un peintre Avallonnais né le 2 juillet 1893 à Avallon et décédé le 17 août 1967 à Avallon. Il a passé la majeure partie de sa vie à Avallon, ville qu'il a représenté dans de nombreuses aquarelles. Il est connu sur Avallon pour ses représentations de la ville et de ses alentours. En plus de ses aquarelles, il a rédigé un ouvrage sur Avallon qui fait encore référence de nos jours : Avallon en 1900. Cet ouvrage a été publié en 1958 puis réédité en 1978 avec 9 chapitres inédits.

## Biographie
Paul Marie Robert Prévost est le fils de Suzanne Marthe Bailly (1872-1961) et Henri François Prévost (1863-1934). Son père est architecte et est membre de la Société d'études d'Avallon de 1904 à 1919. Son père était aussi aquarelliste ainsi que sa tante Marie Prévost.   
Il est membre de la Société d'études d'Avallon. Son nom est mentionné pour la première fois en 1932. Il rédigera plusieurs articles jusque dans les années 1960.
Il a collaboré, comme illustrateur et chroniqueur au journal Le Rire. Il réalise des illustrations pour des publicités (le terme de réclame étant plus adapté au contexte).
De 1925 à 1935, depuis Paris, où il réside au 13 rue Saint Ambroise, il collabora à des revues Suisses comme "L'illustré" de Zurich et "Les lectures du Foyer" de Lauzanne.
Il exposa au Salon des Artistes Indépendants et au Salon de la Société Nationale des Beaux Arts.
Après cette période, il revient s'installer à Avallon et demeure auprès de sa mère au 30 rue Cousin le Pont. Il reste célibataire toute sa vie
En juin 1940, il réalise une série de lavis représentant l'exode, la débâcle et l'arrivée des Allemands dans Avallon. Une partie de ces dessins seront exposés avec l'accord de la Kommandantur le 25 juillet 1940 dans une librairie d'Avallon. Le 28 novembre 1940, le Président P.E. Flandin en recommanda l’acquisition par la ville d'Avallon au profit du Musée. Cette acquisition fut actée par le conseil municipal du 28 mai 1941 à l'unanimité. Un catalogue reprenant 25 peintures fut édité par le Musée d'Avallon (Catalogue de la collection de dessins : Avallon juin 1940). Ce catalogue fut réédité en 2015 et constitue un véritable document d'histoire sur cette période trouble de l'histoire de France.
En 1958, il publie "Avallon en 1900" dont il est l'auteur et l'illustrateur. Dans ce livre, au travers de 31 chapitres il dresse une histoire de la ville d'Avallon et de ses habitants en 1900. Par le biais d'anecdotes, illustrées de ses dessins, il présente les personnages épiques et les moments importants de la ville à cette époque. En 1978 cet ouvrage est réédité avec 9 chapitres inédits rédigés par Robert Prévost avant son décès en 1967.

## Œuvres

### Livres - Auteur et illustrateur
- La Cathédrale et les grands sanctuaires d'Anvers
- Saint Pierre de Genève
- Bruges
- Saint Lazarre d'Avallon
- Les châteaux de la Loire
- Avallon en 1900[10]

### Livres - Illustrateur
- Tricentenaire de Vauban. Programme Paris - Le Morvan - Avallon - Mai Juillet 1933[11]
- Guide de la Collégiale Saint-Lazare d'Avallon[12]
- Deux heures dans le vieil Avallon - Son site, ses monuments, sa collégiale[13]

### Aquarelles
Le musée d'Avallon possède une centaine d'aquarelles de Robert Prévost qui sont régulièrement exposées.
Le musée du costume d'Avallon présente de nombreuses œuvres de Robert Prévost ainsi que celles de sa tante, Marie Prévost.
Le château de Bazoches, résidence du Maréchal de Vauban, présente deux œuvres de Robert Prévost dont une vue d'ensemble du "Château du Maréchal Vauban à Bazoche" qui est reproduite dans le programme du tricentenaire de Vauban.